# Usina de Artes João Donato
A Usina de Arte João Donato é um equipamento cultural público administrado pela Fundação de Comunicação e Cultura Elias Mansur, vinculada ao Governo do Estado do Acre. 

## História
Foi inaugurada em abril de 2006 com a presença do então Ministro da Cultura, Gilberto Gil, e o músico João Donato, que dá nome a este espaço multicultural, construído sob as bases de uma antiga usina de beneficiamento de castanha da década de 1980. A Usina de Arte João Donato oferece gratuitamente cursos de formação artística à população de Rio Branco, além de oficinas e workshops. Os cursos técnicos são executados pelo Instituto de Educação Profissional do Acre (IEPTEC). Também funciona como um centro cultural, que produz e recebe programação artística durante o ano, incluindo espetáculos de teatro e dança, shows musicais, recitais, exposições de artes plásticas, exibições audiovisuais, feiras e arraial cultural, mostras diversas. Para informações, acesse o blog usinadeolhares. wordpress.com 
```
[
1
]
```